# Benedetto Pola
Benedetto Pola (* 15. April 1915 in Borgosatollo; † 1. August 2000 ebenda) war ein italienischer Radrennfahrer und Weltmeister im Radsport.

## Sportliche Laufbahn
1933 und 1934 wurde Benedetto Pola als Amateur Italienischer Meister im Sprint, um dann 1934 auch den Titel des Weltmeisters in dieser Disziplin in Leipzig zu erringen. Er war Mitglied im Radsportverein von Borgosatollo.
1932 gewann er den Gran Premio della U.V.I. des italienischen Radsportverbandes. 1936 wurde Pola ein weiteres Mal Italienischer Sprint-Meister der Amateure und startete anschließend bei den Olympischen Spielen 1936 in Berlin. Er nahm an zwei Wettbewerben, dem Sprint sowie dem 1000-Meter-Zeitfahren, teil und belegte jeweils den vierten Platz.
1937 siegte Benedetto Pola beim Grand Prix de Paris, wurde nochmals italienischer Sprintmeister und trat dann zu den Profis über. 1938 wurde er italienischer Sprintmeister der Profis und belegte bis 1946 noch mehrfach Podiumsplätze.

## Ehrungen
Das „Centro Sportivo“ in seinem Heimatort Borgosatollo, einem Ort mit rund 9000 Einwohnern in der Lombardei, ist nach ihm benannt.